# NGC 1996
NGC 1996 is een groep sterren in het sterrenbeeld Stier. Het hemelobject werd op 7 december 1785 ontdekt door de Duits-Britse astronoom William Herschel.